# Volkswagen ID. Buzz
Volkswagen ID. Buzz – minivan marki Volkswagen, którego premiera odbyła się 9 marca 2022 roku. Wersja z długim rozstawem osi (LWB) została zaprezentowana 2 czerwca 2023 roku i jest planowana do sprzedaży w Ameryce Północnej od 2024 roku, a równolegle w Europie.

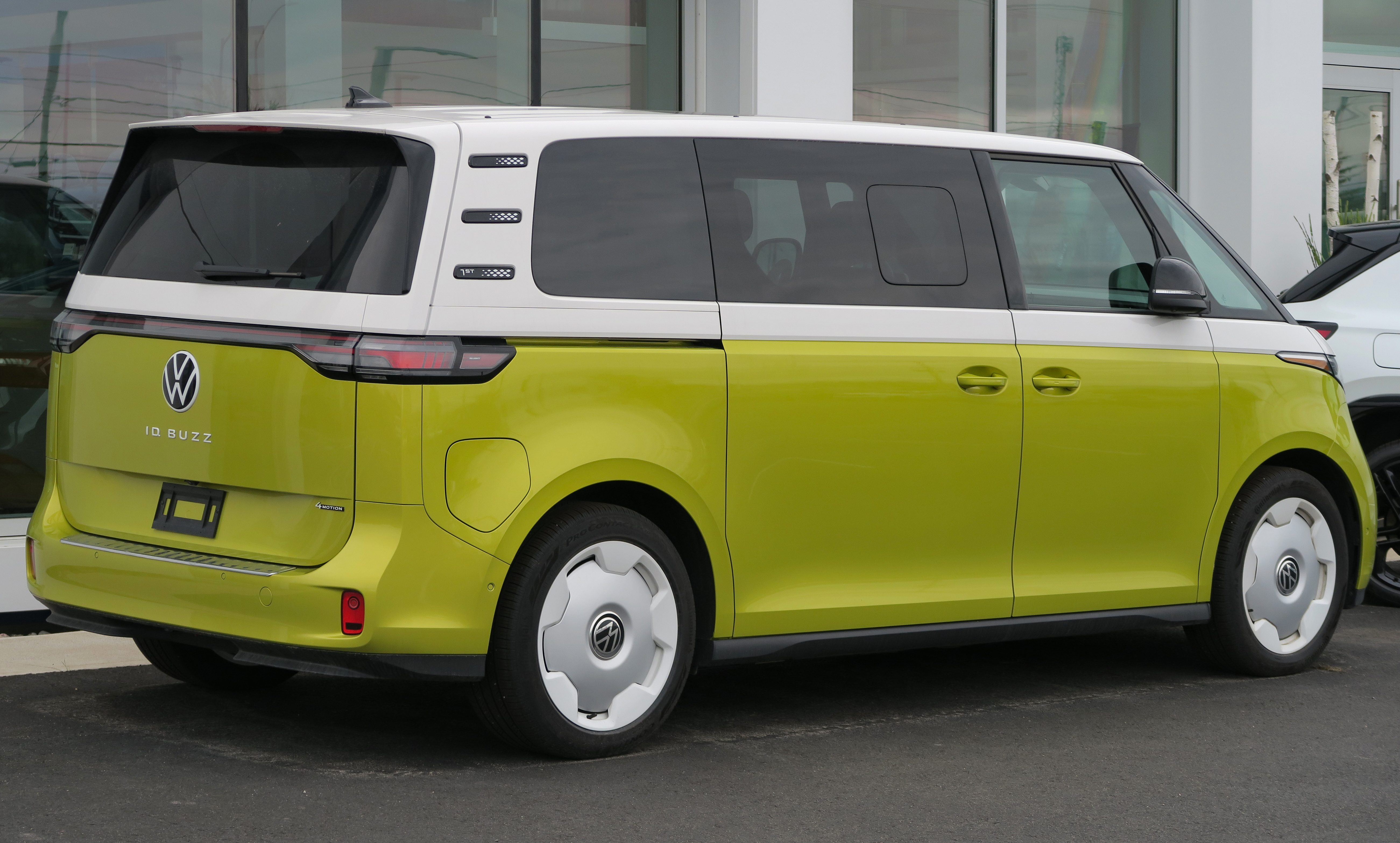
Volkswagen ID. Buzz Pro – tył

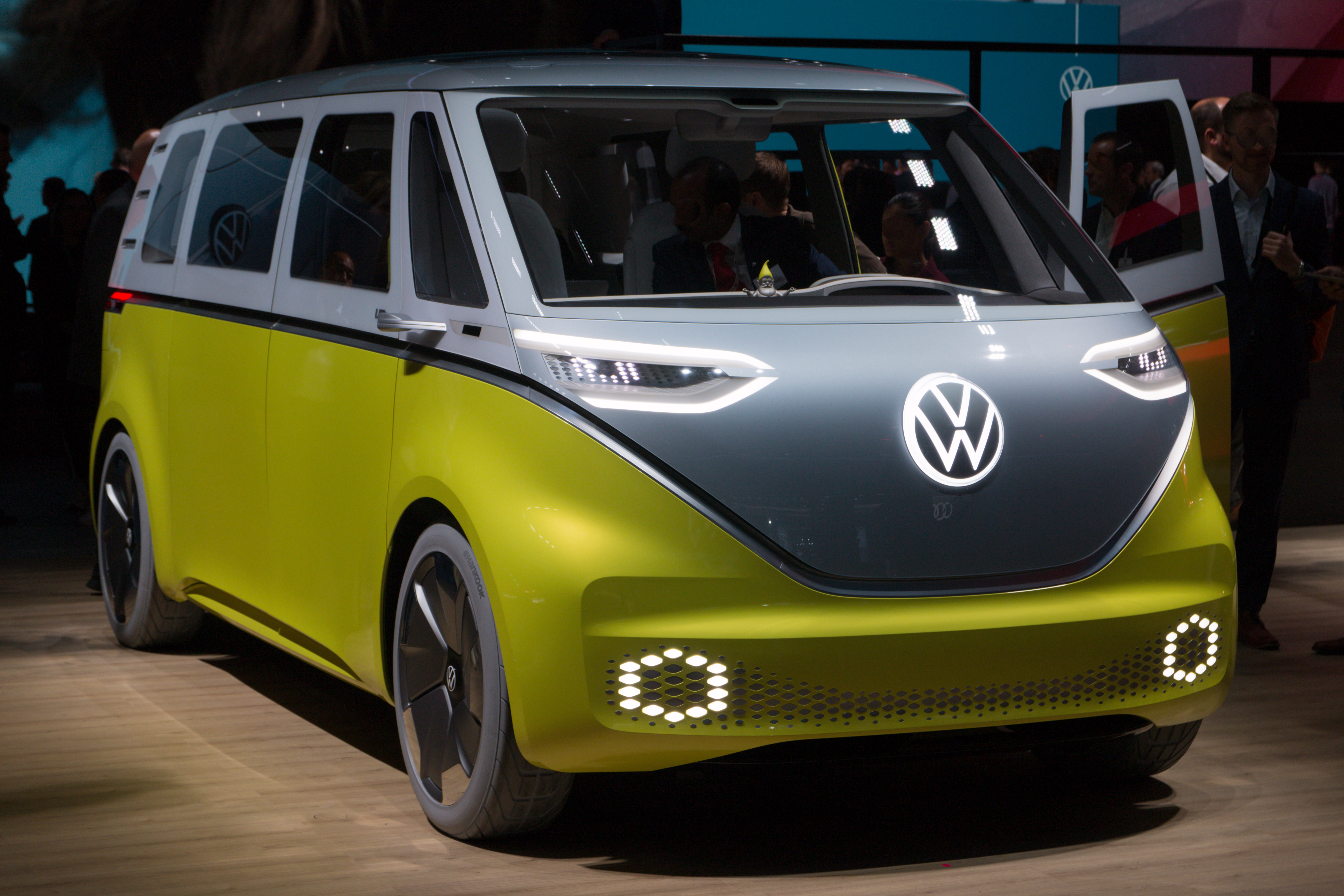
Volkswagen ID. Buzz – model koncepcyjny na targach IAA w 2017r

Volkswagen ID. Buzz to w pełni elektryczny, nowoczesny następca kultowego Volkswagen Transporter I po przydomkiem Bulli. Został zaprezentowany w dwóch wersjach: jako pięciomiejscowy samochód osobowy i jako van Cargo. Wersja z długim rozstawem osi oferuje więcej miejsca i opcjonalny trzeci rząd siedzeń. Dodatkowo, planowana jest mocniejsza wersja GTX z napędem na wszystkie koła.
Pierwsze koncepcje pojazdu zaprezentowano w 2017 roku, a produkcja ruszyła w 2022 roku, początkowo w wersji osobowej i dostawczej Cargo. ID. Buzz to kontynuacja marzeń o elektrycznym Bulli, które pojawiły się już 50 lat temu, kiedy to Volkswagen prezentował elektrycznego T2.
ID. Buzz występuje w dwóch wersjach: standardowej (krótszy rozstaw osi) i wydłużonej (dłuższy rozstaw osi). Różnią się one głównie przestrzenią wewnątrz, w tym liczbą siedzeń i pojemnością bagażnika. Dodatkowo, wersja GTX oferuje mocniejszy napęd i bardziej sportowy wygląd.

## Wersje wyposażenia
- ID. Buzz
- Buzz Life
- Buzz Style
- Buzz GTX

## Wersje pojazdu
- ID. Buzz Cargo
- ID. Buzz MIXT
- ID. Buzz Pro
- ID. Buzz GTX
- ID. Buzz Lang (dłuższy rozstaw osi)

Standardowe wyposażenie Volkswagena ID. Buzz obejmuje 12,3-calowy zestaw wskaźników, 15,6-calowy ekran systemu informacyjno-rozrywkowego, reflektory LED, klimatyzację Climatronic, czujniki parkowania z przodu i z tyłu oraz system rozpoznawania znaków drogowych. Opcjonalnie dostępne są m.in. 30-kolorowe adaptacyjne oświetlenie ambientowe, fotele z funkcją masażu, a także systemy wspomagające kierowcę, takie jak Travel Assist.